# حدائق هاماريكيو

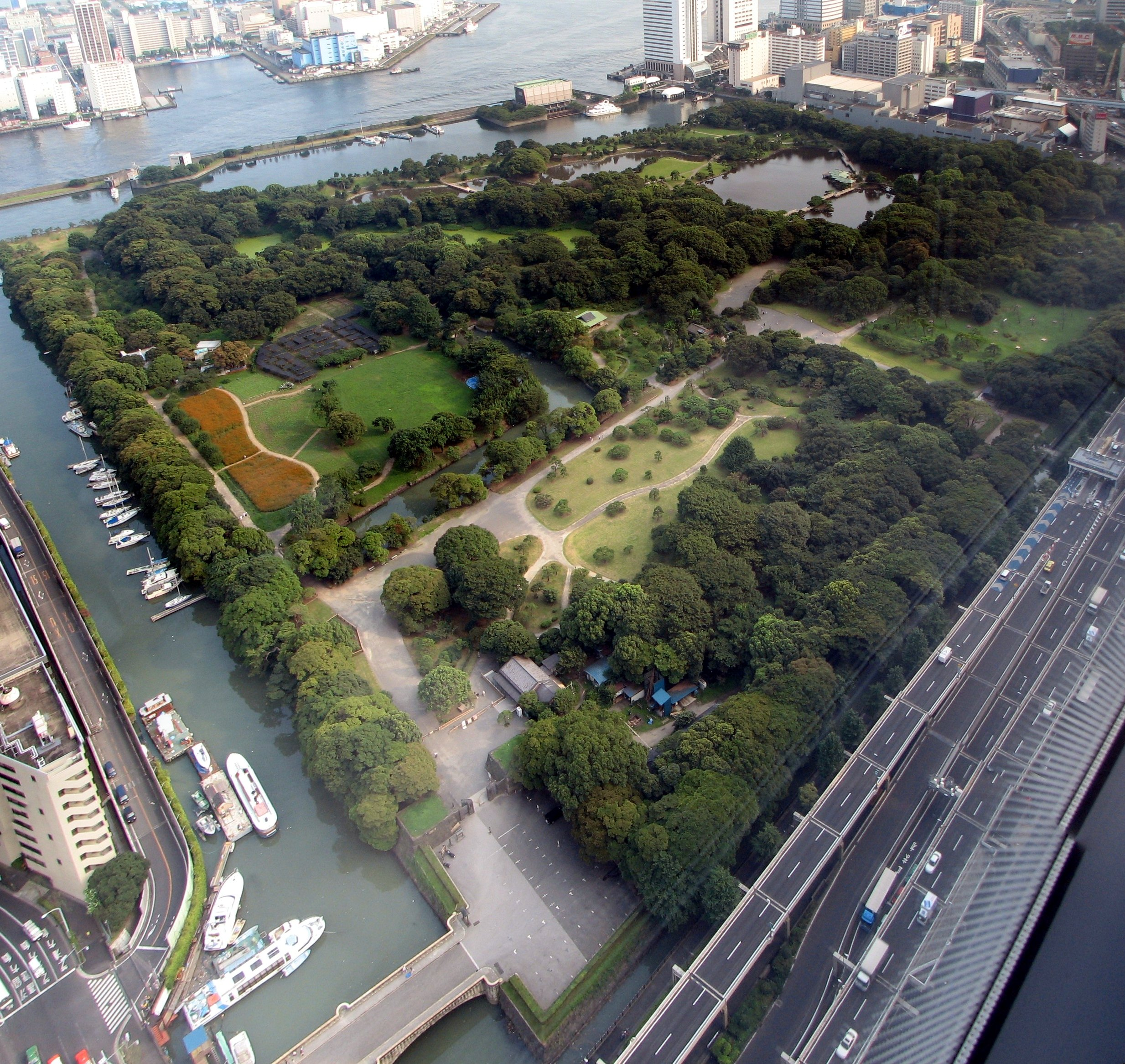
منظر للحدائق من حي شيودومي

حدائق هاماريكيو (باليابانية: 浜離宮恩賜庭園) ومعناها الحرفي «حدائق قصر الشاطئ هدية الإمبراطور» هي حدائق يابانية موجودة بوسط طوكيو وهي حديقة ومنتزه بالقرب من حي شيودومي في دائرة تشوو قرب مصب نهر سوميدا في خليج طوكيو ويحيط بهذه الحدائق خندق مائي من ثلاث جهات وتبلغ مساحتها 25 هكتاراً.

## معرض صور

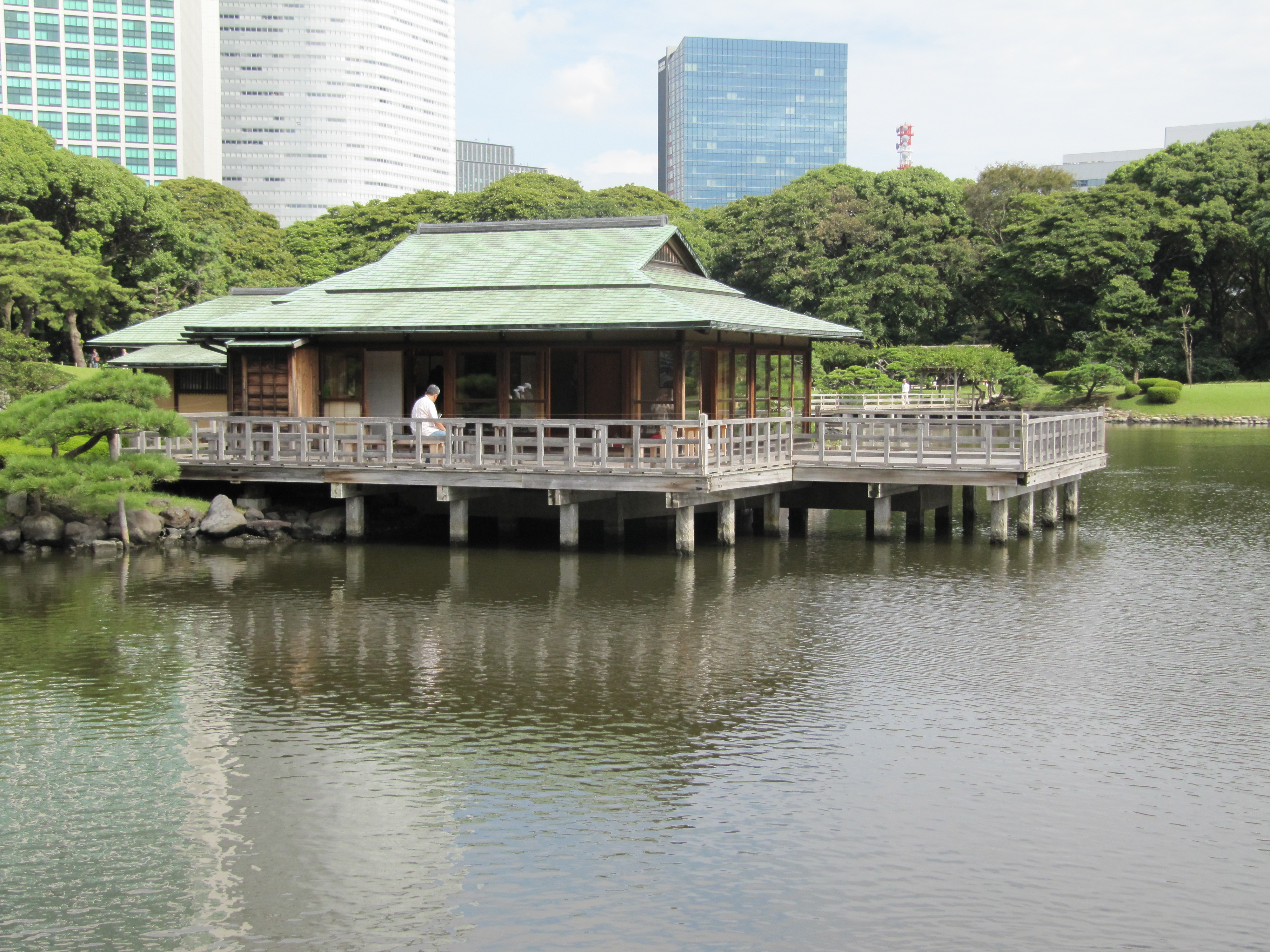
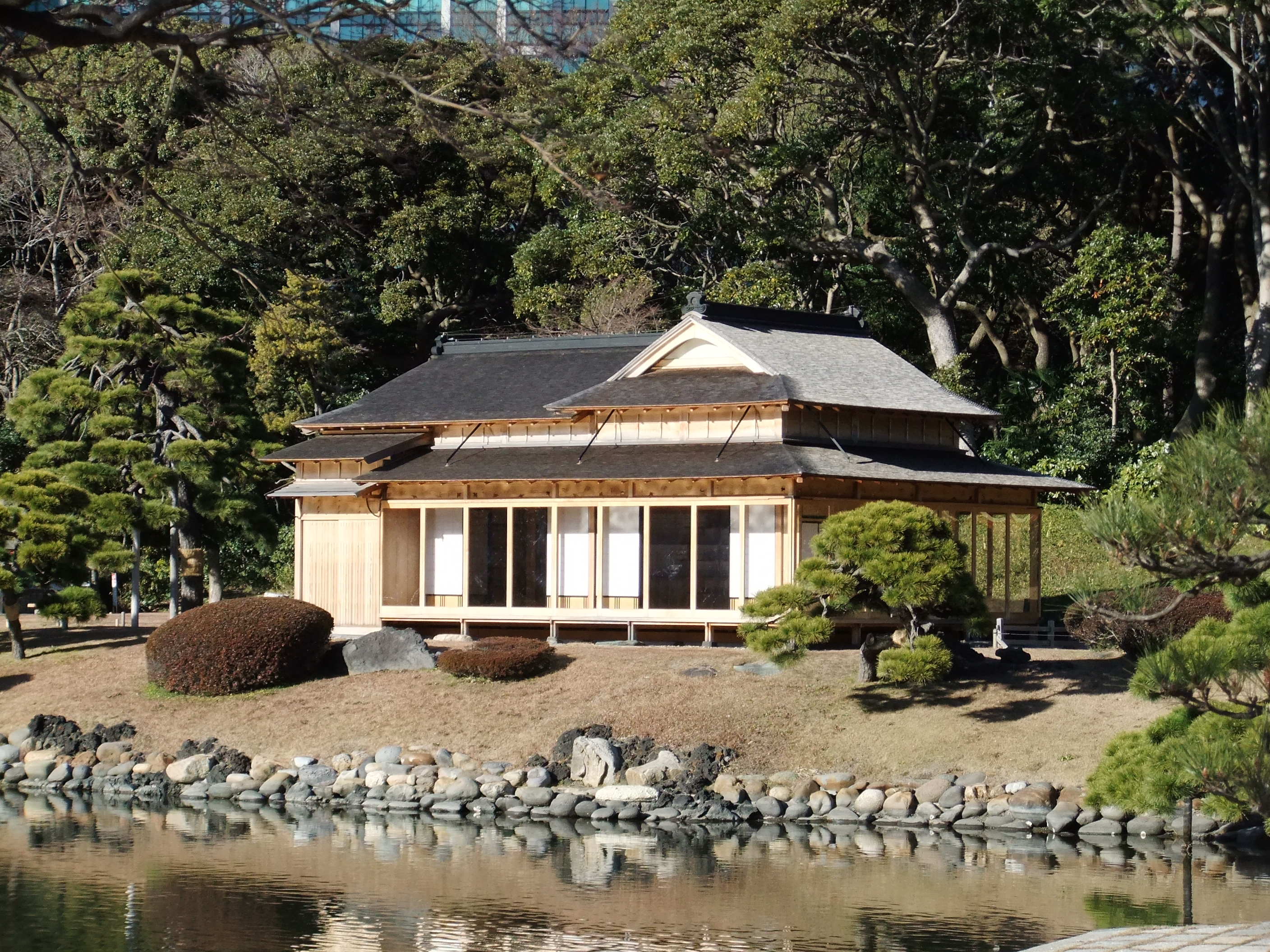
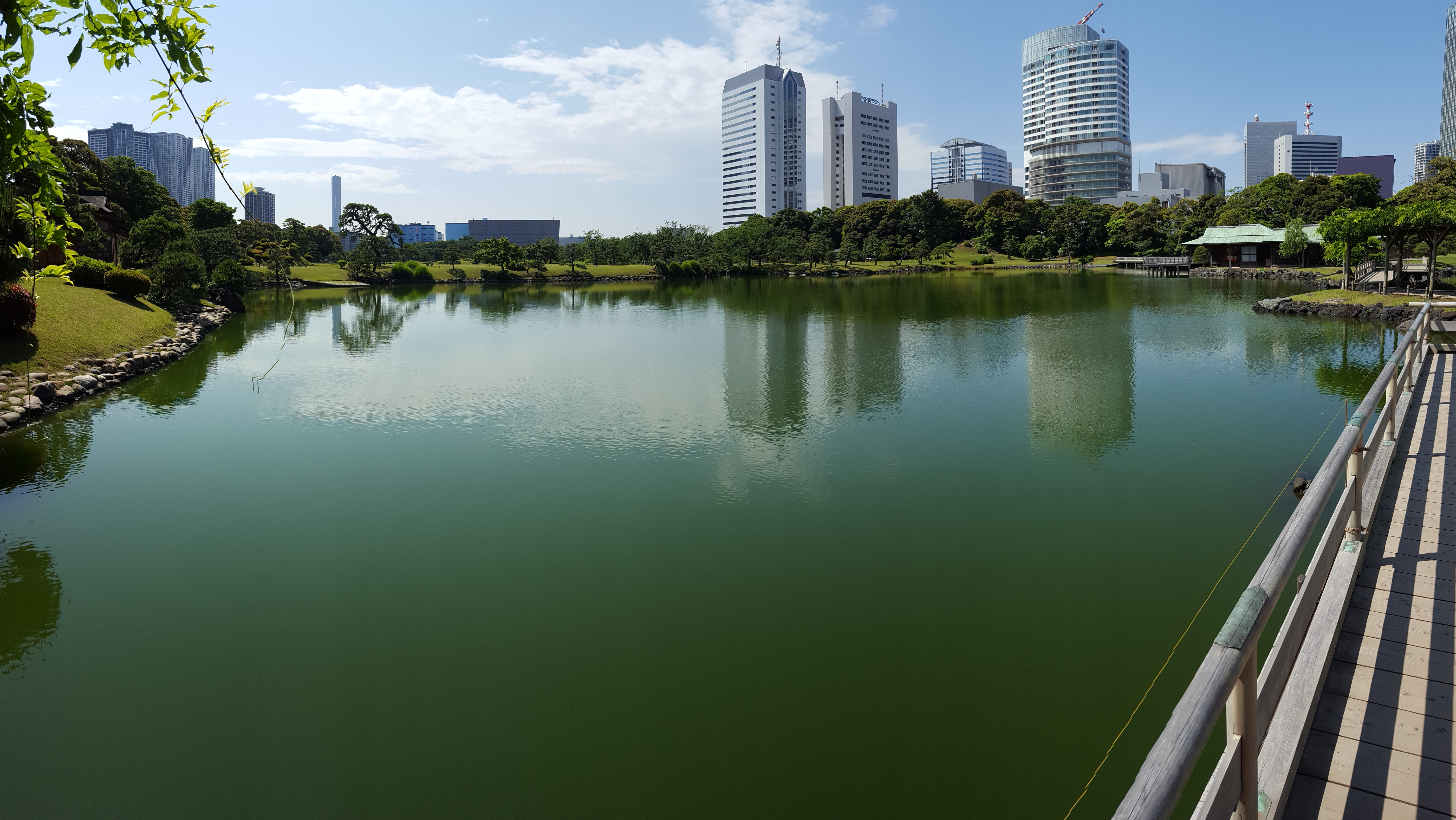
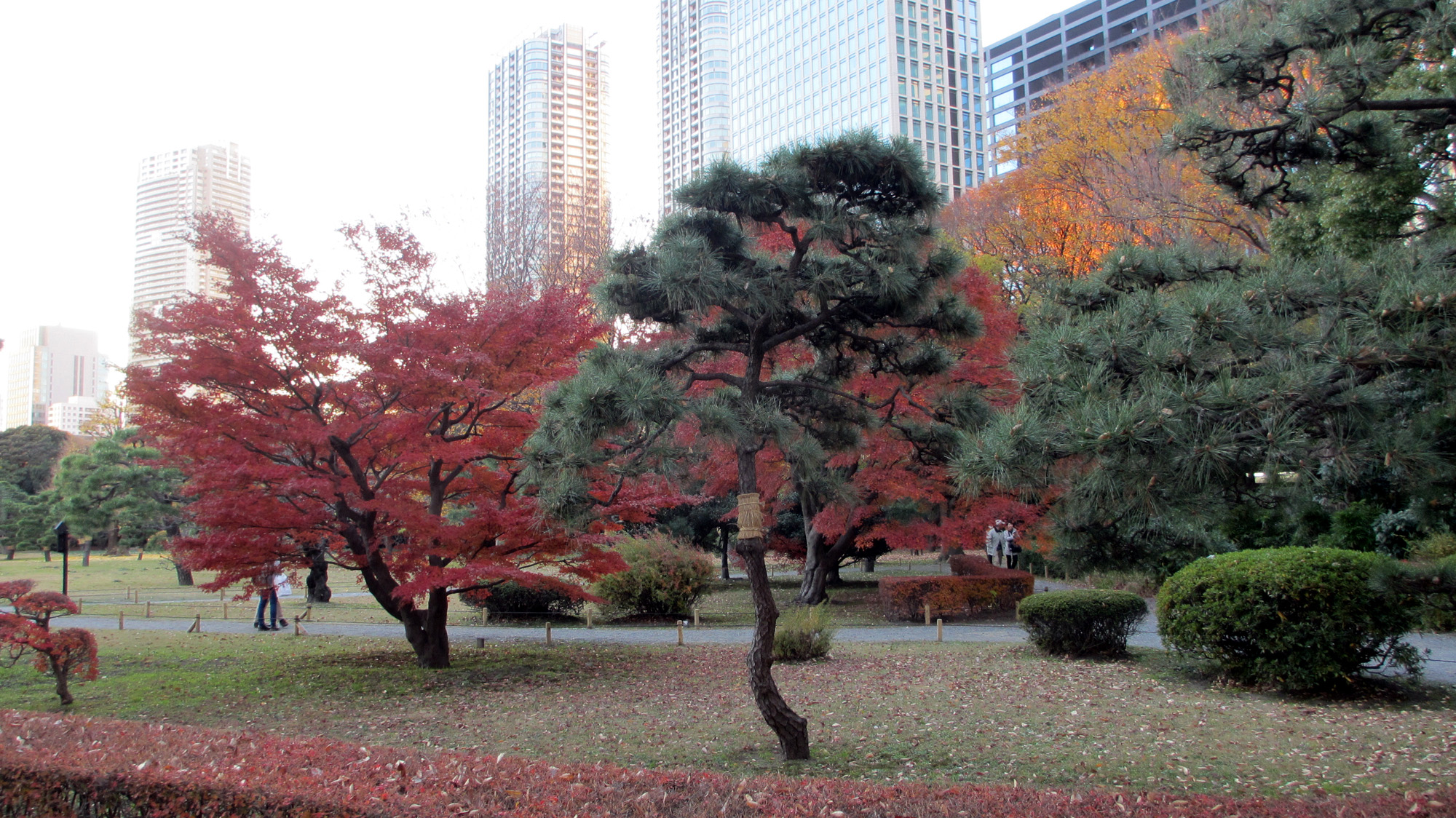
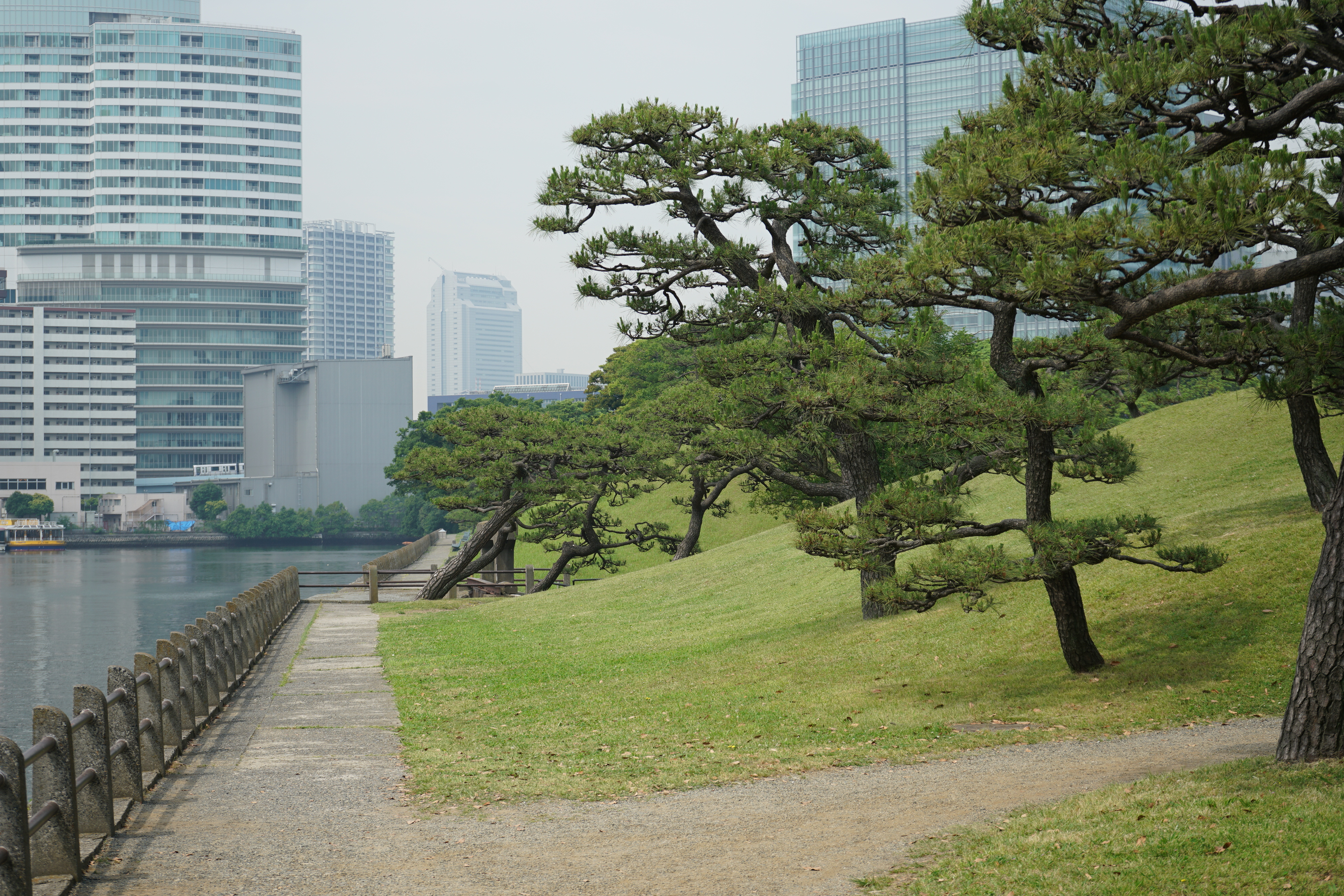
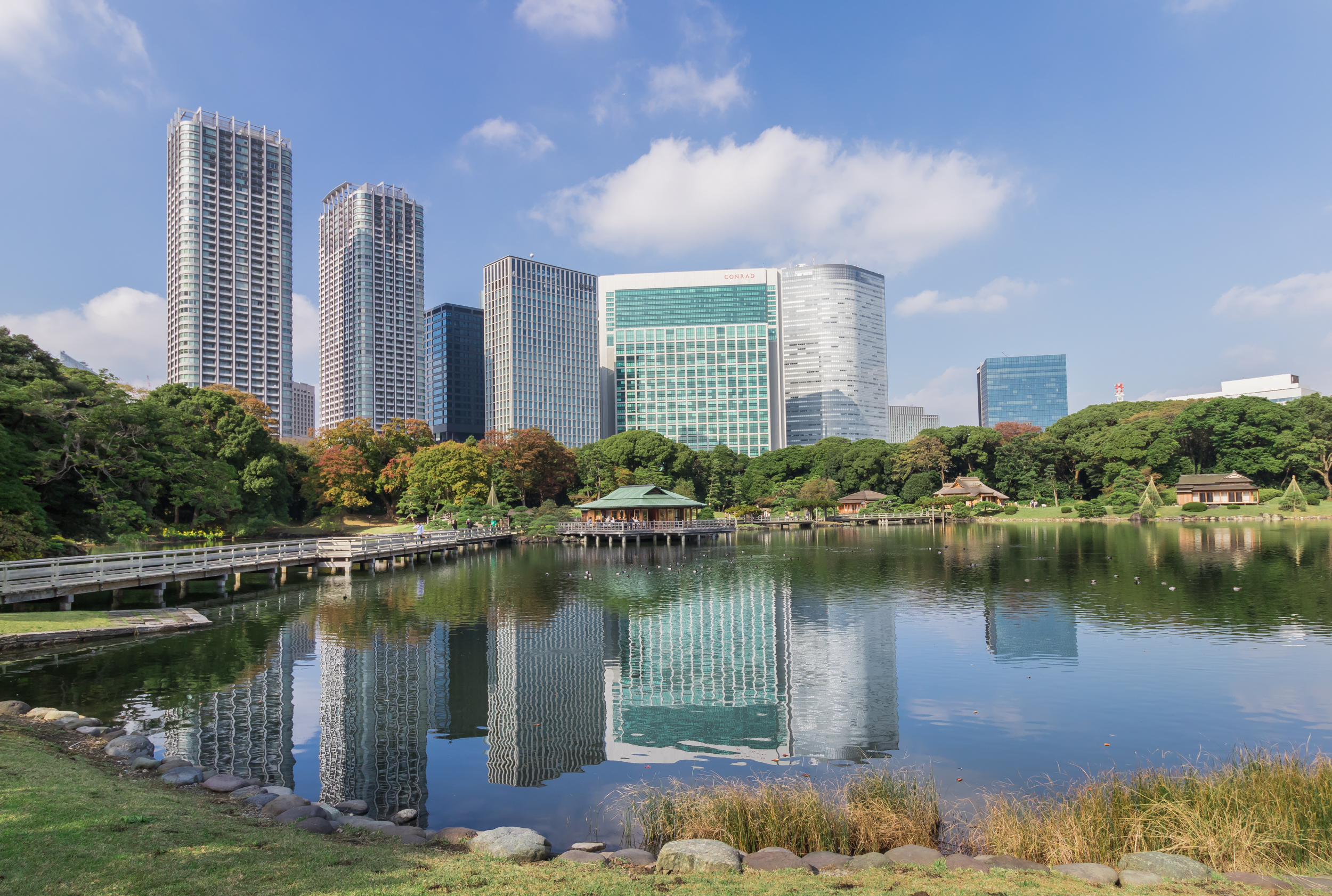